# Pčoliné
Pčoliné (maďarsky Méhesfalva, rusínsky Пчолине) je obec na Slovensku v okrese Snina v Prešovském kraji na úpatí Bukovských vrchů. Území obce se nachází na okraji Národního parku Poloniny. Žije zde 551 obyvatel. V obci se nachází pramen minerální vody s názvem „kvasna voda“.
První písemná zmínka o obci je z roku 1557.

## Pamětihodnosti
- Řeckokatolický Chrám Narození přesvaté Bohorodičky z roku 1903